# Matthew Locke (secrétaire à la guerre)
Pour les articles homonymes, voir Locke.
 (décembre 2019).
Matthew Locke est un administrateur anglais, titulaire du poste de secrétaire à la guerre de 1666 à 1683, quand il le vend .

## Biographie
Locke est greffier du «Irish and Scottish Committee» créé en 1651, et témoigne plus tard contre Henry Vane (le jeune) qui en fait partie . Il est le neveu de Sir Paul Davis, également impliqué dans les affaires irlandaises en tant qu'administrateur, et est alors secrétaire particulier de George Monck . Il est également apparenté, à une certaine distance, à Robert Southwell .
Après la mort de Monck (devenu duc d'Albemarle) en 1670, Locke transforme le rôle de son secrétariat. Il prend une part importante des mouvements militaires et des commandes de fournitures. Le mandat de Locke consolide le rôle administratif du poste .
Le poste est acheté à Locke en 1683 par William Blathwayt, qui a un soutien royal .